# Huarocondo (distrito)

O Distrito peruano de Huarocondo é um dos 9 distritos da Província de Anta, situada no Departamento de Cusco, pertencente a  Região Cusco, Peru.

## Transporte
O distrito de Anta é servido pela seguinte rodovia:
- CU-110, que liga o distrito de Anta à cidade de Ollantaytambo [1][2][3]